# Lac Nzilo
Lac Nzilo är ett vattenmagasin i Kongo-Kinshasa, bildat av dammen vid Nzilo kraftverk som dämmer upp floden Lualaba. Det ligger i provinsen Lualaba, i den södra delen av landet, 1 300 km sydost om huvudstaden Kinshasa. Lac Nzilo ligger 1 265 meter över havet. Arean är 227 kvadratkilometer. Det sträcker sig 51,3 kilometer i nord-sydlig riktning, och 45,4 kilometer i öst-västlig riktning.